# Якуб Ясинський
Якуб Ясинський (*Jakub Krzysztof Ignacy Jasiński, 24 липня 1761 —†4 листопада 1794) — польський військовий діяч, поет часів загибелі Речі Посполитої.

## Життєпис
Походив зі шляхетського роду Ясинських гербу Равич. Народився у 1761 році у великій Польщі. Дитинство провів у містечку Пиздри. У 1768 році переїздить до містечку Велен. У 1773 році був прийнятий до Академії шляхетської Корпусу Кадетів у Варшаві. У 1780 році закінчив тут навчання на військового інженера.
У 1783 році стає лектором у військовій академії у Варшаві. У 1784 році пішов у відставку. У 1785–1787 роках був вчителем синів Петра Франчішека Потоцького, старости щижицького. У 1788 році обирається делегатом до так званого Чотирирічного Сейму. Тоді ж повертається до армії, служить спочатку у Варшаві, потім у Вільно.
У 1789 році король Станіслав-Август Понятовський доручає Я. Ясинському сформувати Інженерний корпус Великого князівства Литовського. З цим завданням Ясинський упорався на відмінно, за що у 1790 році отримав звання полковника. У 1791 році отримав завдання добудувати Королівський канал між Дніпром та Бугом.
У 1792 році взяв участь у війні проти Російської імперії. Він організовував оборону міст Несвіж, Мінськ, Брест. За оборону останнього отримав орден Військової Чесноти. Після припинення бойових дій перебрався до Варшави. У 1793 році переїздить до м. Вільно, де знову очолив Інженерний корпус. Його було обрано членом військової ради Великого князівства Литовського.
З початком повстання Костюшка Якуб Ясинський приєднався до повстанців. Він сприяв захопленню Вільно, за свої дії при обороні цього міста від російських військ отримав звання генерал-лейтенанта. Втім, вимушений був відступати до Варшави, де став одним з очільників передмістя — Праги. Під час його оборони від військ О. Суворова Якуб Ясинський загинув.

## Творчість
Рання творчість Я. Ясинського відзначено характерним впливом сентименталізму, поєднується з елементами рококо. До кінця 1780-х років формується його сентименталістське світовідчуття, зазначене інтересом до соціальної проблематики, протестом проти феодальної дійсності і буржуазної міської моралі.
У роки загострення боротьби за реформи поезія Ясінського мала яскраво виражений політичний і вольтеріанський антиклерикальний характер (вірші, іроїкомічні поеми «Суперечка» й «Чяньча»). Разом з темою села в його творчість увійшли фольклорні традиції. Талановитий версифікатор, він широко використовував принципи силаботонізму, в силабічних віршах оперував рядками з різною кількістю складів і, уникаючи характерної для силлабізму монотонності, застосовував різні ритми, рими і строфіку.
Художня обдарованість Ясинського помітна в його невеличких байках, де філігранність форми поєднується з лаконізмом інтелектуальних узагальнень.
Його політичні вірші — відозви 1790-х років тяжіли до класицизму. Тут на повну силу зазвучали ідеї Французької революції і якобінського патріотизму.